# بگ واک، جامائیکا
بگ واک، جامائیکا (به لاتین: Bog Walk) یک منطقهٔ مسکونی در جامائیکا است که در سنت کاترین واقع شده‌است.

## خصوصیات
بگ واک در سرشماری سال ۲۰۰۹ جامائیکا، ۱۳٬۸۸۹ جمعیت داشته است.